# Epiphone Casino
La Epiphone Casino è una chitarra elettrica semi-acustica hollow-body, prodotta dalla Epiphone dal 1961.
È generalmente associata a chitarristi come George Harrison, John Lennon, Paul McCartney, Keith Richards, Dave Davies, Noel Gallagher, The Edge, Dave Grohl e Gary Clark Jr.

## Costruzione
Inizialmente denominata modello ES-230TD, è una chitarra elettrica derivata dalla Gibson ES-330, un modello Gibson prodotto solo dal 1959 al 1972.
La Casino è una sottile chitarra hollow body che monta 2 pickup single coil Gibson P-90. A differenza delle chitarre semiacustiche semi-hollow, cioè con blocco di legno centrale su cui sono montati i pickup (come le Gibson ES-335 o le Epiphone Sheraton), la Casino ha una cassa armonica completamente vuota (hollow body), particolarità che la rende più leggera e con un suono più forte delle più diffuse chitarre semiacustiche semi-hollow quando è priva di amplificazione. Questa peculiarità la rende altresì notevolmente più soggetta al feedback acustico quando viene amplificata.
È dotata generalmente di una cordiera trapezoidale, talvolta sostituita da un tremolo Bigsby, che può essere di serie o aggiunto successivamente. Presenta un ponte fisso del tipo Tune-o-matic. Il manico della Casino si unisce al corpo al 16° tasto anziché al 19° come nei modelli Gibson ed Epiphone ES. Le prime versioni della Casino avevano la parte superiore della cassa costruita in legno di abete massello; questo fu ben presto sostituito da un laminato a 5 strati alternati di acero e betulla (acero/betulla/acero/betulla/acero) e il manico fu settato con un angolo di 17° rispetto al corpo. 
A partire dal 1970, ad eccezione dei modelli firmati "John Lennon", il laminato venne formato da 5 strati di solo acero, ed il manico innestato con un angolo di 14° rispetto al corpo. Le versioni attuali sono interamente costituite di laminato d'acero, mentre il manico è di mogano, con tastiera in palissandro.

## Resa celebre dai Beatles

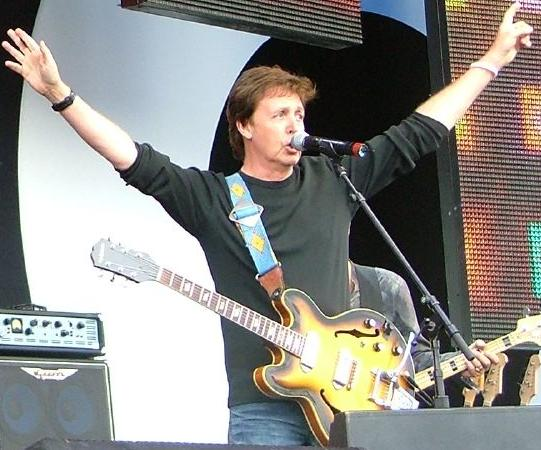
Paul McCartney con la Epiphone Casino al Live8

Molta della fama di questo modello di chitarra deriva dal fatto che fu largamente utilizzata dai Beatles.

Paul McCartney fu il primo ad acquistarne una nel 1964 (modello ES-230TD costruita nel 1962), dopo una conversazione col bluesman John Mayall che gli suggerì una chitarra adatta alle sonorità blues, e con la quale Paul registrò poi le tracce soliste di Ticket to Ride, Another Girl, Drive My Car (1965) e Taxman e in altri brani di Revolver (1966). E fu proprio nel 1966 che anche George Harrison e John Lennon, innamorati del suono della chitarra del collega, e allettati dalla leggerezza dello strumento, acquistarono due Casino (prodotte nel 1965) simili, ma con la nuova paletta a forma di clessidra: il primo ne prese una con tremolo Bigsby (dalla quale tolse il battipenna) adatta alle sue parti di solista, il secondo una con cordiera a trapezio e un'insolita rondella nera di plastica intorno al selettore dei pickup.

Appaiono chiaramente nel 1966 nei video dei concerti in Giappone e a Monaco, nonché (solo Lennon) nei videoclip promozionali di Rain e Paperback Writer, Lady Madonna / Hey bulldog. I Beatles le impiegarono frequentemente durante le sessioni di registrazione degli album: Seargent Pepper, The Beatles, Abbey Road e Let it be.

Lennon utilizzò la sua Casino come strumento principale per buona parte della restante carriera solistica, apportando, a partire dal 1968, diverse modifiche, seguendo l'esempio di George Harrison: Il battipenna fu rimosso e la vernice originale fu rimossa mediante  sabbiatura, portando la chitarra al colore naturale del legno, poi protetto con 2 sottili strati di nitrocellulosa. Quest'ultima lavorazione fu eseguita secondo il credo (derivato un po' dalle filosofie "naturistiche" apprese in India all'inizio di quell'anno) per cui, una volta messo a nudo, il legno potesse "respirare" e lo strumento acquisire un miglior suono. A conferma, una dichiarazione dello stesso Harrison in un'intervista alla rivista Guitar Player: <<Sono diventate delle chitarre migliori. Credo che funzioni sulla maggior parte delle chitarre: se togli la lacca e la vernice fino ad arrivare al legno nudo, sembra di avvertire una sorta di respiro>>.  Durante la lavorazione sulla chitarra di Lennon, la manopola del volume del pickup al ponte venne smarrita e sostituita con una nera. Infine, nel 1971, le meccaniche originali furono sostituite con delle meccaniche Grover dorate.

Tale versione "nuda" (ma ancora con le meccaniche originali in nickel), apparve per la prima volta nel video promozionale di Revolution. Fu quindi utilizzata durante il Rolling Stones Rock and Roll Circus nel Dicembre 1968, poi per il celeberrimo Rooftop Concert del 30 gennaio 1969 e, infine, per il concerto Live Peace in Toronto 1969 con la Plastic Ono Band il 13 settembre 1969. È protagonista nel film Let It Be ed appare nella maggior parte delle foto di John Lennon in concerto dopo quel periodo. Ben visibile ancora, ma con le Grover, durante il video della registrazione dell'album "Imagine", del 1971 e usata pure per l'album successivo, "Sometimes in New York City" del 1972.

## La Casino al giorno d'oggi
La Epiphone produce tuttora diverse versioni della Casino:
- La classica "Archtop-Series" Casino: è prodotta in Cina in ogni sua parte presso gli stabilimenti Gibson (produzione Coreana fino al 2007). Presenta un corpo laminato in 5 strati di tiglio e monta 2 pickup alnico Epiphone P-90. Attualmente disponibile nei colori Vintage Sunburst, Natural e Cherry.
- John Lennon 1965 Revolution Casino: questo modello, ispirato alla chitarra di John Lennon, è prodotto in Cina, ma presenta un corpo laminato in 5 strati di acero e monta 2 pickup Gibson P-90. Si tratta di una versione più economica rispetto alla collezione USA, ormai fuori produzione, che veniva costruita in Giappone ed assemblata in America. È basato sulle modifiche effettuate nel 1968, quindi di colore legno naturale, senza battipenna, con meccaniche Grover dorate e manico inserito al sedicesimo tasto, oltre all'autografo di John Lennon sul retro della paletta.
- John Lennon 1965 Casino: ha le medesime caratteristiche tecniche della Revolution, ma è basato sul modello originale del 1965 e presenta una finitura vintage sunburst, un battipenna bianco, meccaniche Kluson vintage e l'autografo di John Lennon sul retro della paletta.
- Casino Elitist: è costruita in Giappone ed assemblata in America con pickup Gibson P-90 e hardware in nickel. Presenta un corpo laminato in 5 strati di acero. È fuori produzione dal 2009.
- Casino Limited Edition 1961: è il modello prodotto per il cinquantesimo anniversario della Casino. Viene offerta nei colori Royal Tan o Vintage Sunburst, sia con la cordiera trapezoidale che con il tremolo "tremotone" della Epiphone. Presenta un corpo laminato in 5 strati alternati di acero e betulla, monta 2 pickup Gibson P-90 ed ha un basso angolo di inserzione del manico. Il battipenna è tartarugato e sulla paletta è presente il vecchio logo Epiphone, antecedente all'acquisizione da parte della Gibson.